# Oussoy-en-Gâtinais

Oussoy-en-Gâtinais este o comună în departamentul Loiret din centrul Franței. În 1 ianuarie 2022 avea o populație de 423 de locuitori.